# 대진씨티앤티
대진CT&T는 대한민국의 전기자동차 브랜드이다. 2014년에 대진전지가 CT&T를 인수하여 생긴 회사이다. 같은 국가인 르노삼성자동차의 인수합병과 비슷하며, 이존으로 유명하다.

## 생산 차량
- 이존
- 이밴